# 大馬士革 (伊利諾伊州)
大馬士革（英語：Damuscus）是位於美國伊利諾伊州斯蒂芬森縣的一個非建制地區。該地的面積和人口皆未知。

## 地理
大馬士革的座標為42°22′20″N 89°42′22″W / 42.37222°N 89.70611°W，而該地的平均海拔高度為235米（即771英尺）。